# Área metropolitana de Alcira - Játiva
El Área metropolitana de Alcira - Játiva es un conjunto urbano situado en la parte baja de la cuenca del Júcar, en la provincia de Valencia, centrado en las respectivas subáreas urbanas de las ciudades de Alcira, Sueca y Játiva. Es el cuarto entramado urbano de la Comunidad Valenciana en cuanto a población se refiere.
Según el Proyecto AUDES, la conurbación de Alcira-Játiva ocupa un área de 1.123,6 km² y tiene 348.582 habitantes (INE, 2008).
| Área metropolitana de Alcira - Sueca  |                      |             |                 |
| Zona                                  | Población (INE 2008) | Extensión   | Densidad        |
| Subárea urbana de Alcira              | 193.907 hab.         | 484'6 km²   | 400'1 hab./km²  |
| Subárea urbana de Sueca               | 70.409 hab.          | 255,3 km²   | 275,8 hab./km²  |
| Total                                 | 264.316 hab          | 740,0 km²   | 357,2 hab./km²  |
| Área metropolitana de Alcira - Játiva |                      |             |                 |
| Zona                                  | Población (INE 2008) | Extensión   | Densidad        |
| Área metropolitana de Alcira - Sueca  | 264.316 hab.         | 740,0 km²   | 357,2 hab./km²  |
| Área urbana de Játiva                 | 84.266 hab.          | 383,7 km²   | 219,6 hab./km²  |
| Total                                 | 348.582 hab          | 1.123,6 km² | 310,23 hab./km² |